# Урочище Унава
Урочище «Унава» — лісовий заказник загальнодержавного значення, який розташований на території Волицької сільської ради Фастівського районуКиївської області.

## Опис

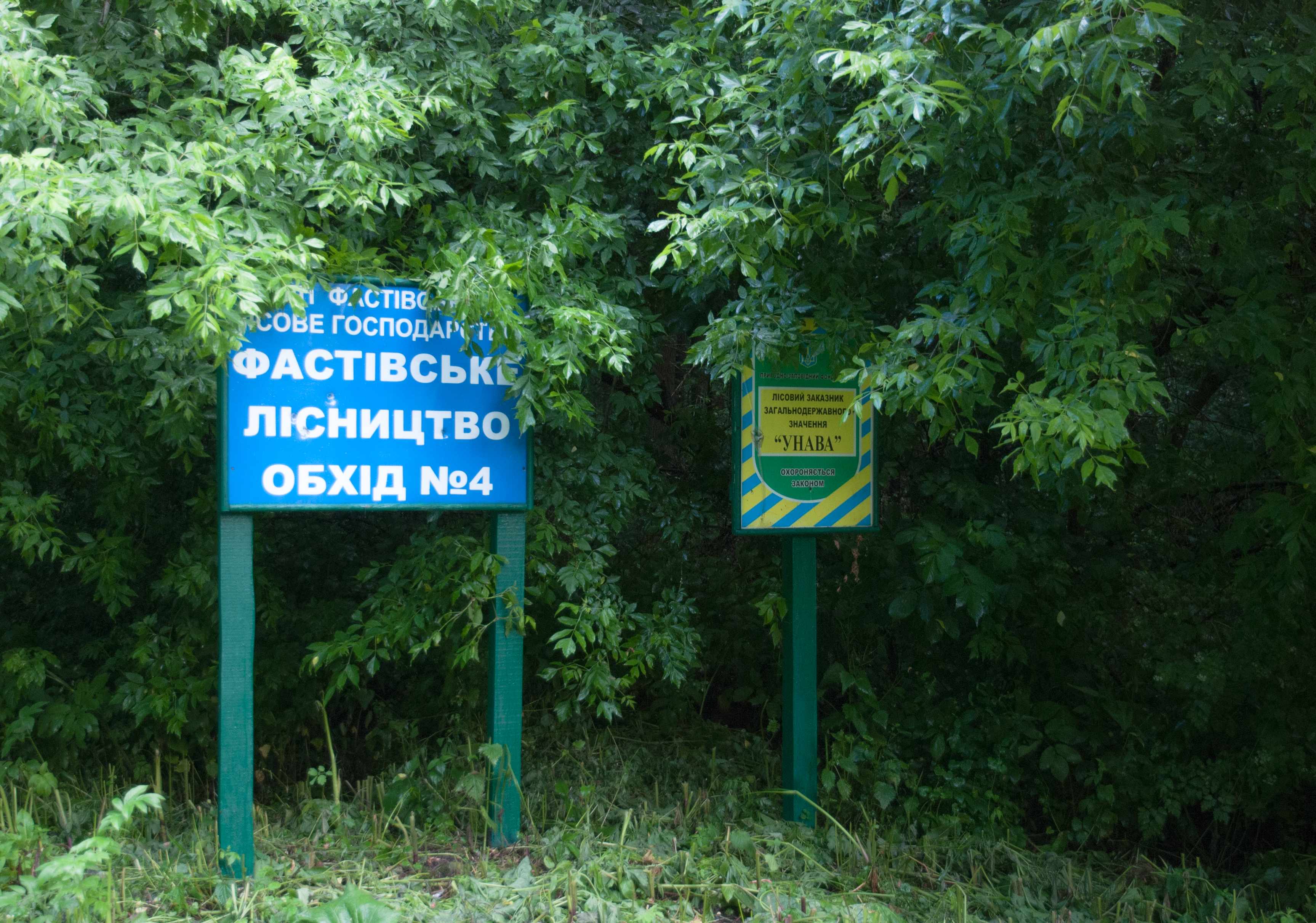
Охоронний знак при в'їзді зі сторони Фастова

Площа заказника сягає 974 гектари. Природоохоронна територія розташована у Фастівському лісництві ДП «Фастівське лісове господарство», в кварталах 1-4, 7-9, 10-11, 17-20, 27, 29,30, 33 і 34. Об'єкт був створений згідно з Указом Президента України від 20 липня 1996 року № 751/96. Територія виконує певну роль в збереженні гідрологічного та ґрунтозахисного режиму річки Унава та територій, які прилягають до неї.
На території заказника розташовані свердловини КП "Фастівводоканал", що забезпечують місто Фастів питною водою.

## Флора

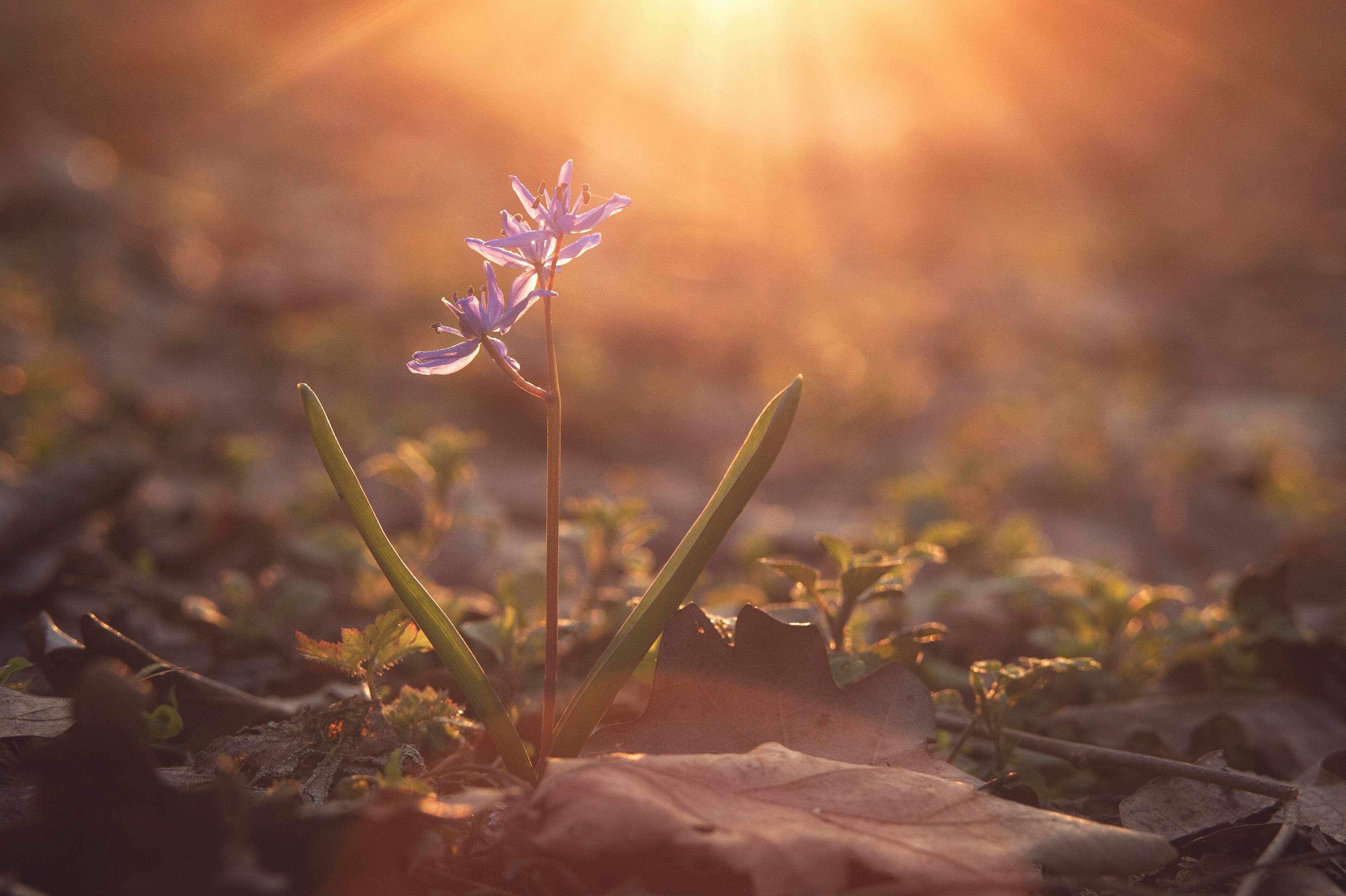
Проліска дволиста на заході сонця

Станом на 2012 рік на території кварталів 2, 3, 7—9, 17—18, 28 та 33 розташовані дубові насадження, що мають природне походження. Заплавні землі річки Унава розміщені у 11, 29—30 та 34 кварталах. Зростає на території урочища латаття біле. Дуб черешчатий, який є ботанічною пам'яткою природи, розташований у 30 кварталі. Дерево дістало назву «Дуб Палія», тому що, згідно з легендою, він був посаджений козацьким полковником Семеном Палієм. Обхват дерева становить 3,8 метра, його висота 25 метрів. Вік дерева перевищує 350 років. Є ботанічною пам'яткою природи з 1972 року, дерево огороджене. Поряд з ним встановлений охоронний знак. Вік інших дубів, які зростають на території урочища, перевищує 150—200 років.
Представники родини Зозулинцевих поширені на території Київської області, в тому числі на території урочища «Унава» представлені деякі види. У 18 та 27 кварталах урочища висаджені молоді лісові рослини. На схилах трав'яна рослинність представлена пирієм повзучим, гвоздикою, деревієм звичайним, звіробоєм та іншими видами.

Представники флори
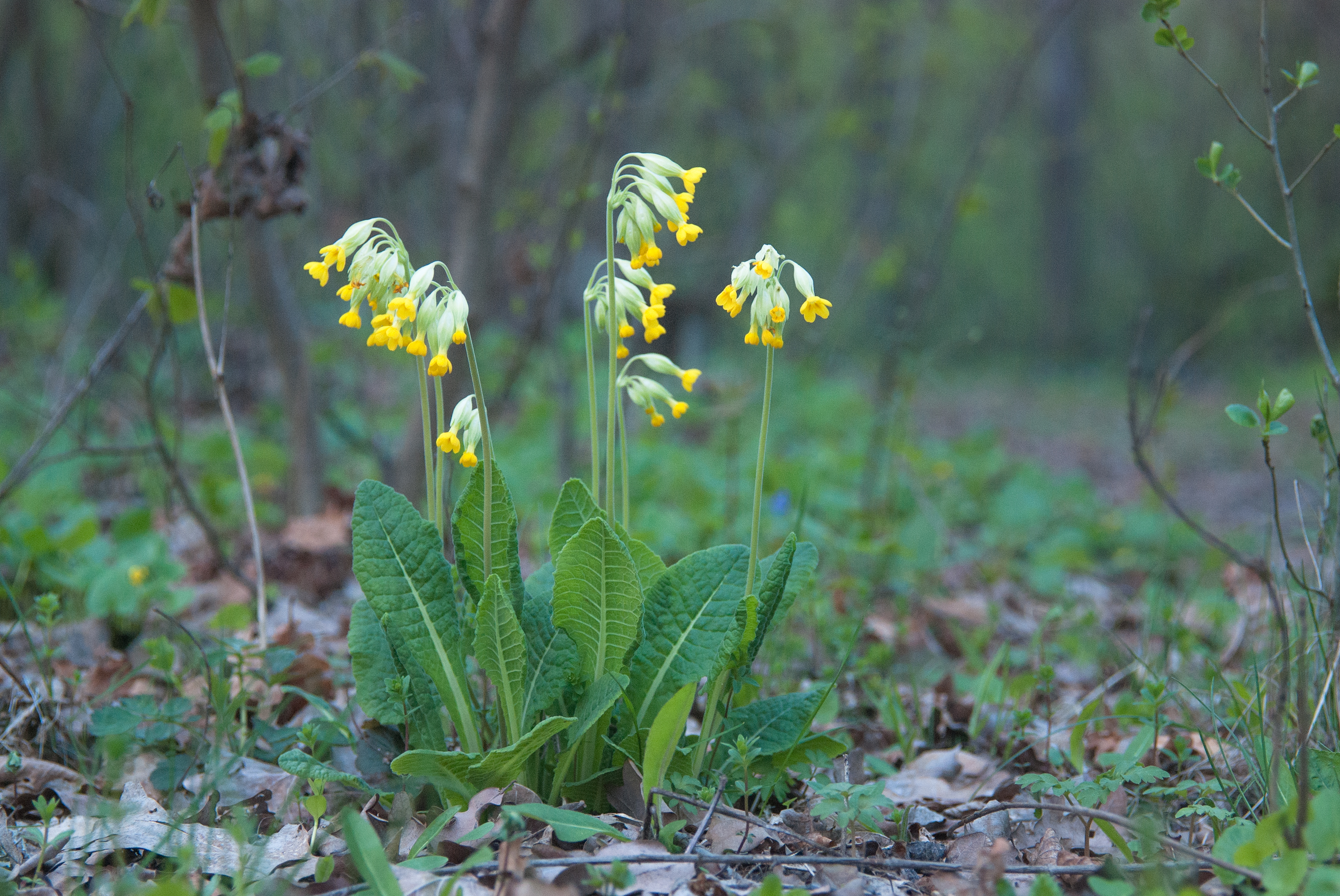
Первоцвіт весняний
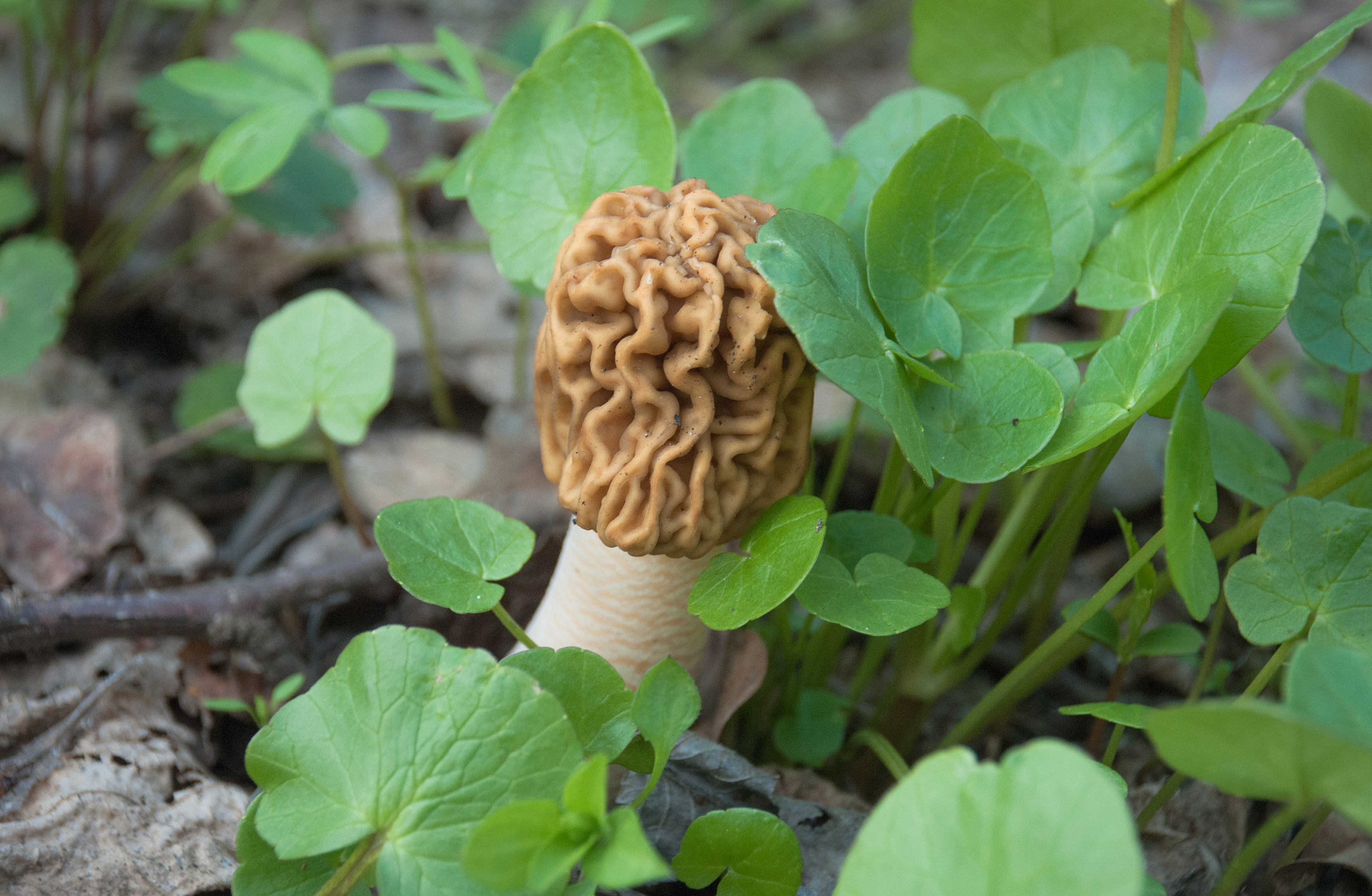
Гриб зморшок навесні
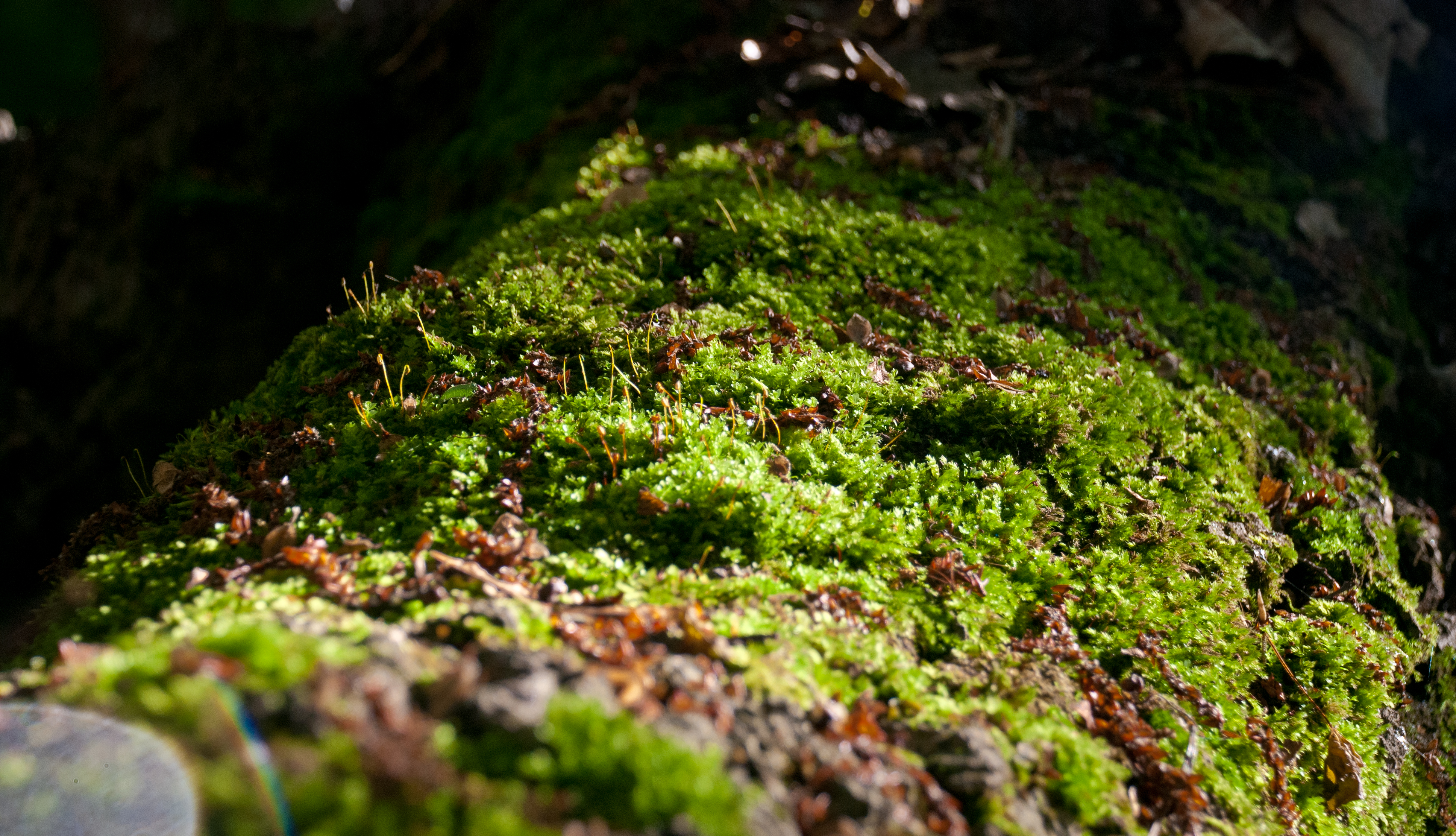
Мох на мертвому дереві
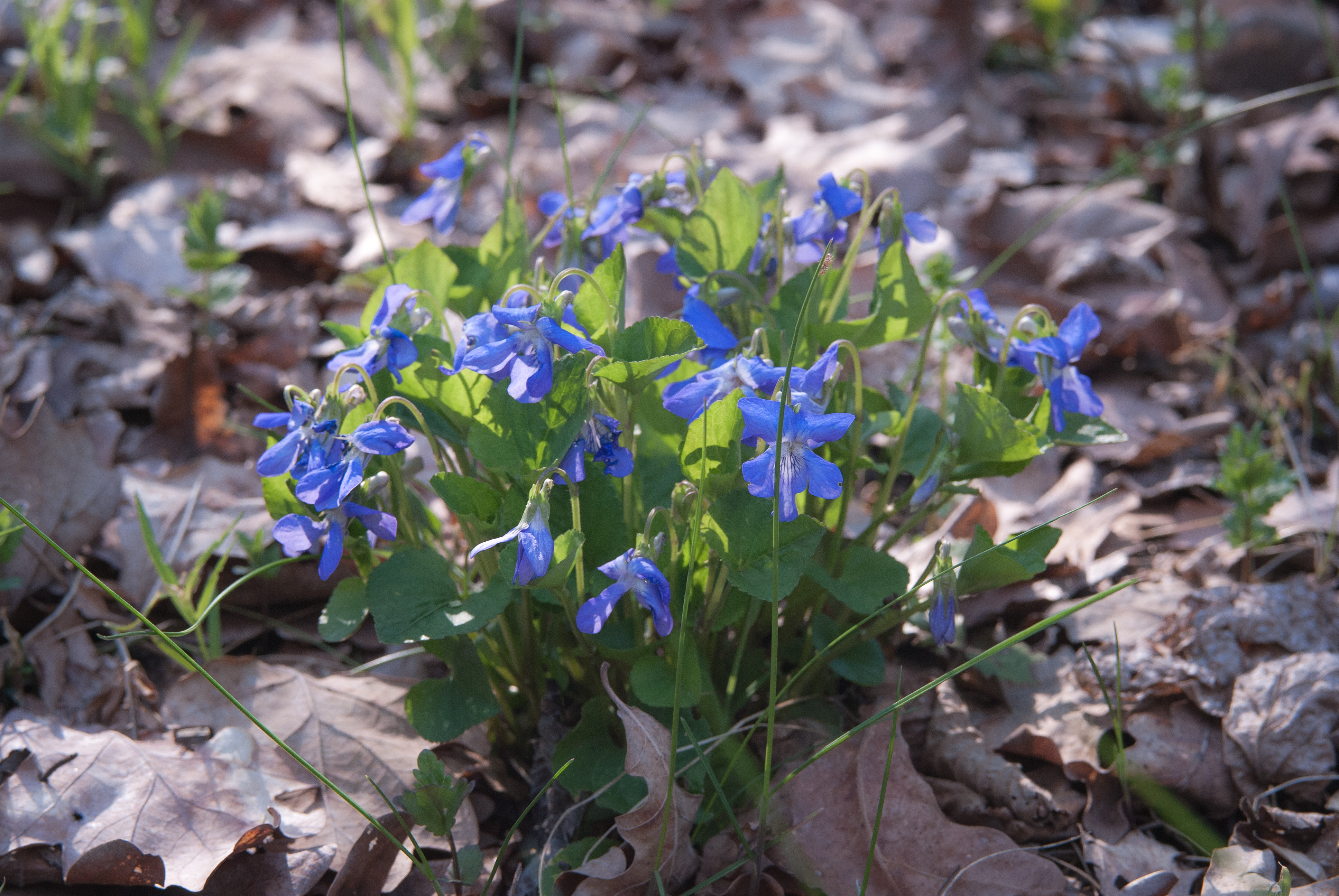
Фіалка лісова
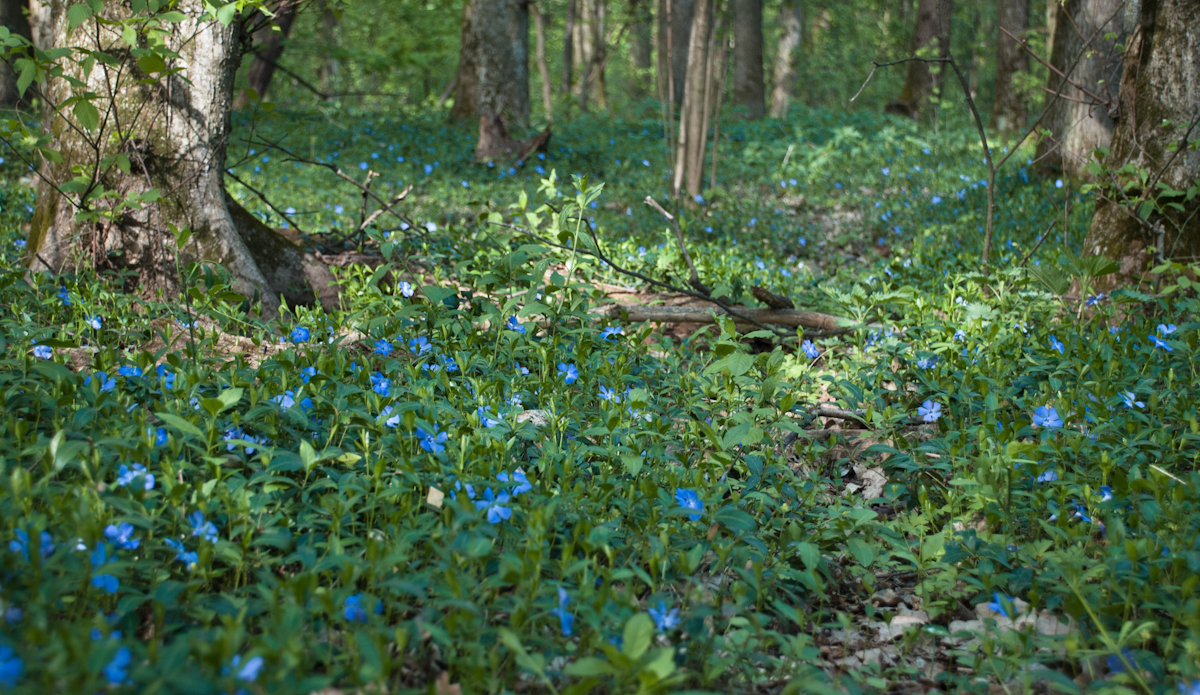
Цвітіння барвінку

## Фауна
На території урочища живуть бобер, заєць сірий, лисиця, їжак та ласка. Присутні види, які занесені до Червоної книги України. На період гніздування залишається багато видів птахів. Водяться види, які занесені до Червоної книги України, наприклад, орлан-білохвіст, лелека чорний, шуліка рудий, пугач, гніздівка звичайна. Над заплавою мешкають болотні птахи, серед яких лиски, сірі чаплі, очепури білі, водяні курочки, мартини, декілька видів крячків. Водиться лунь болотний. На цій території зустрічається шуліка чорний — вид, який занесений до Червоної книги України.

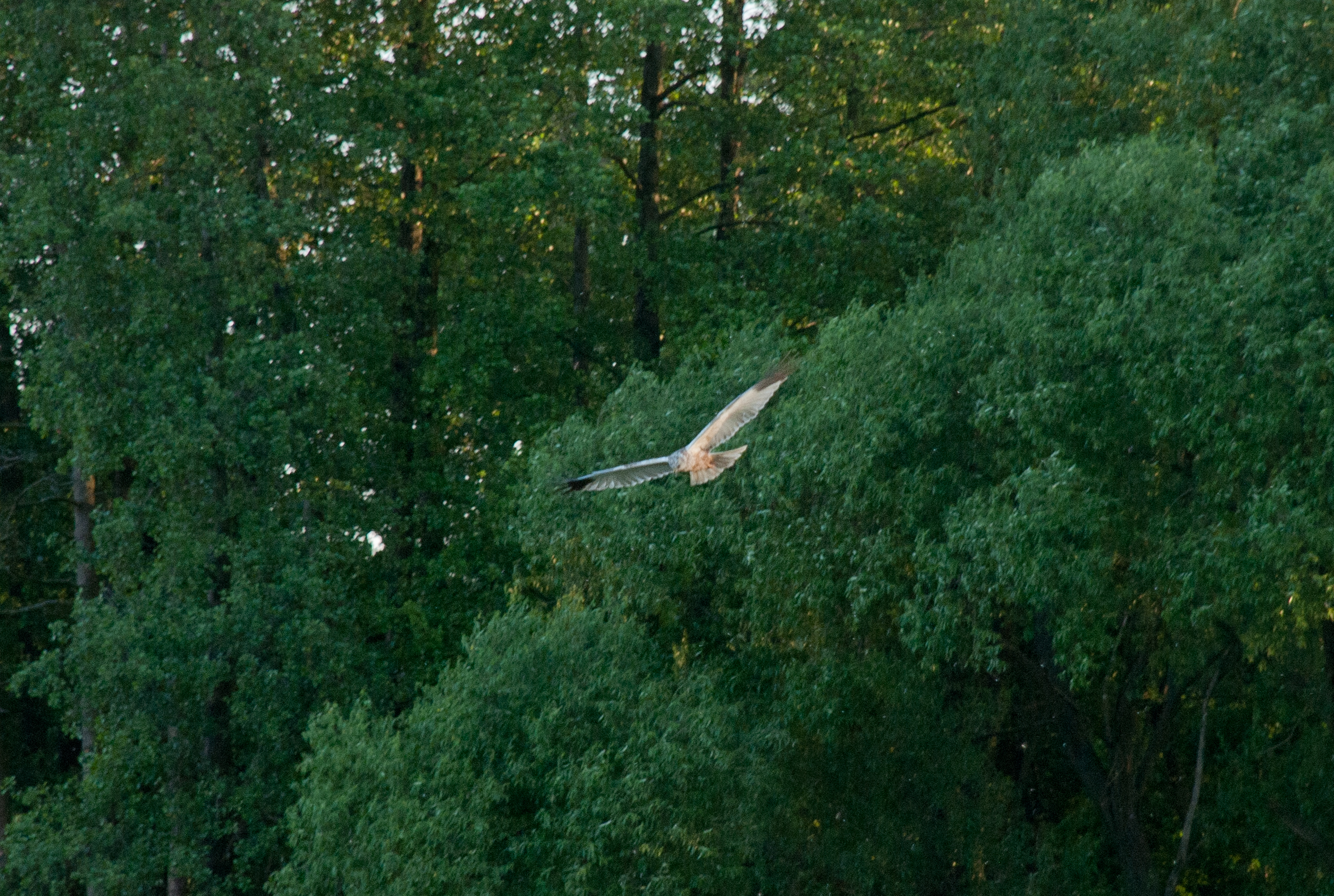
Вечірнє полювання луня очеретяного
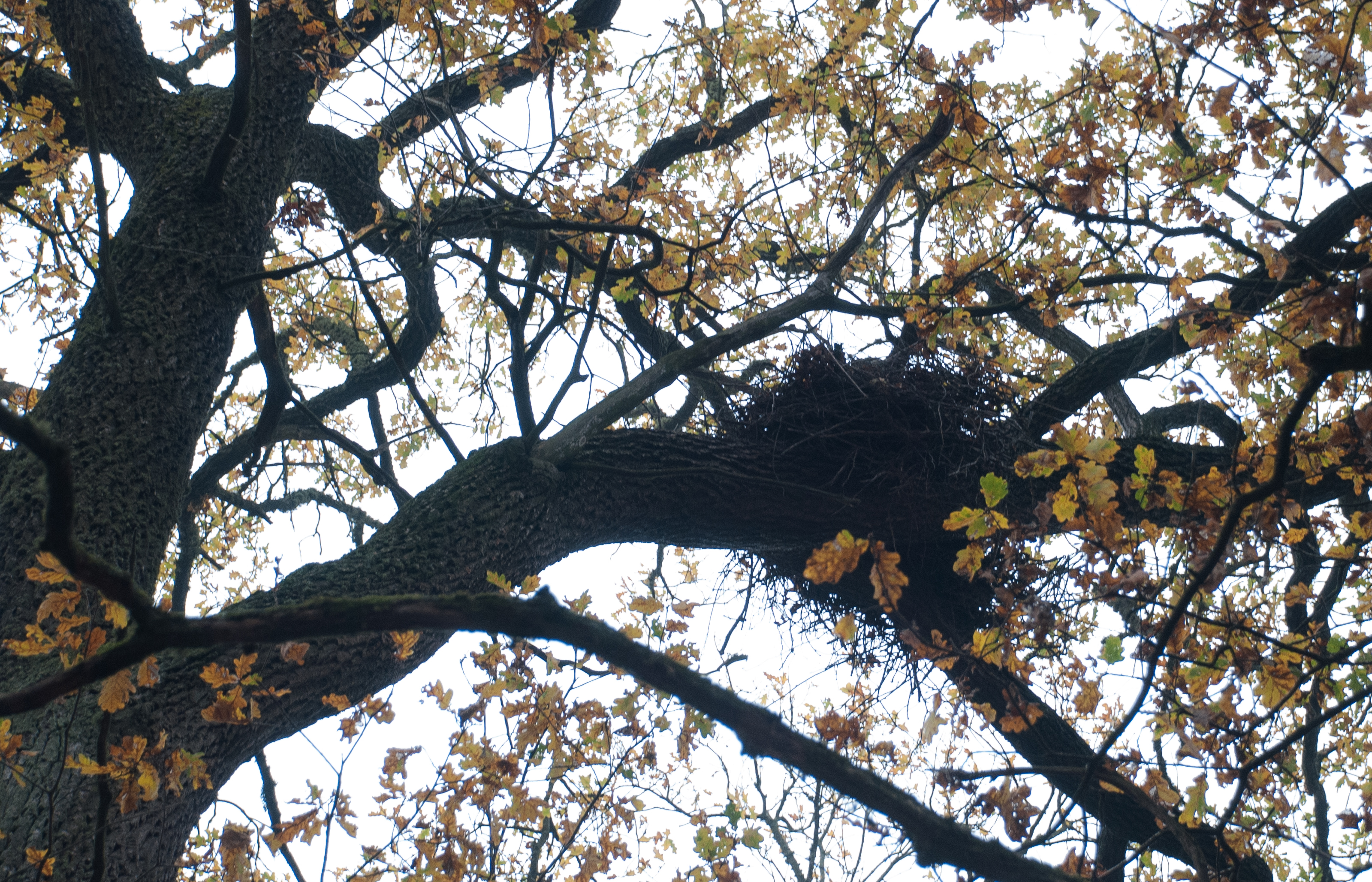
Гніздо чорного лелеки
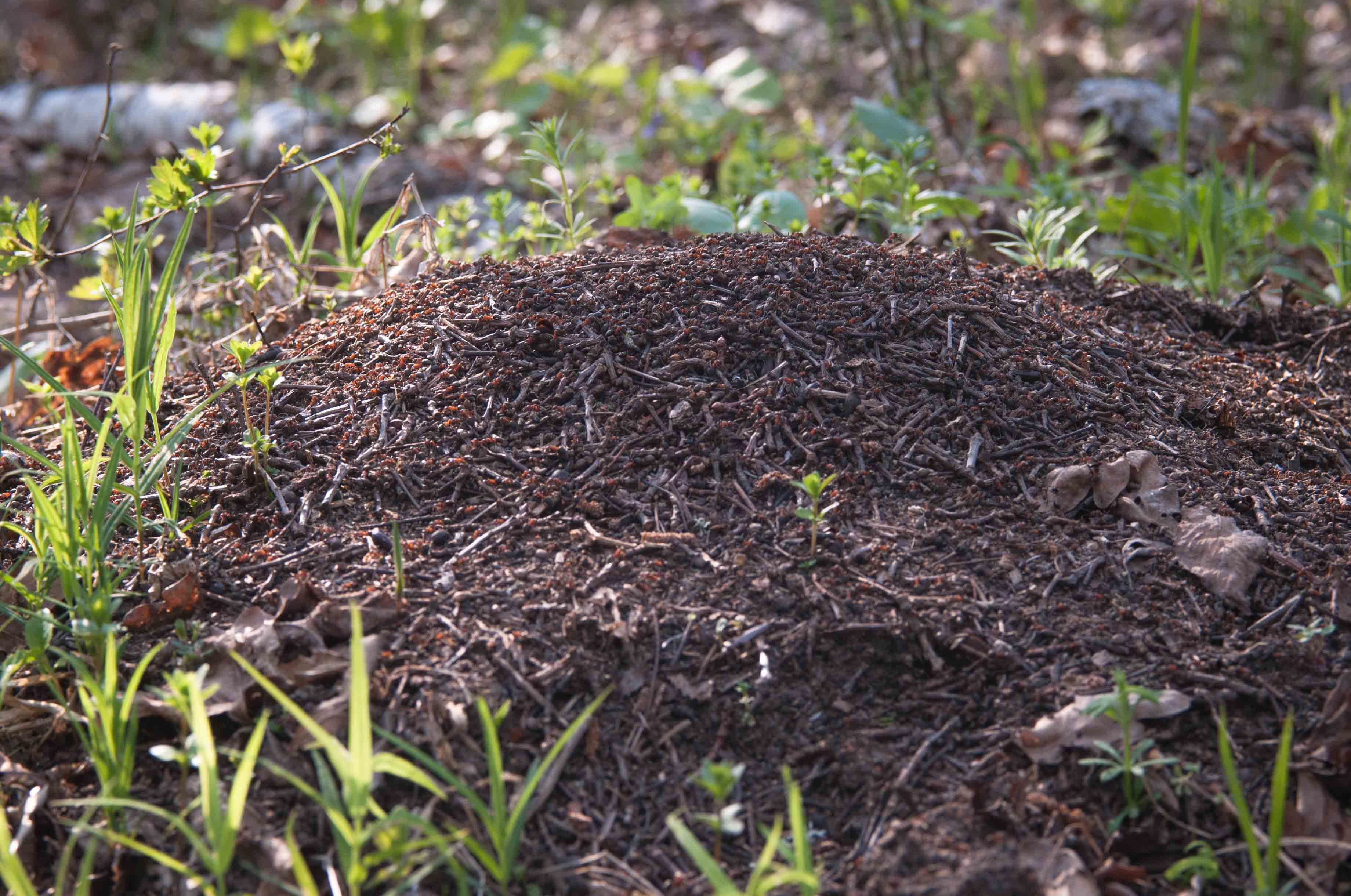
Процес створення мурашника

## Проблеми заказника
2021 р. рейдери за допомогою чорних реєстраторів захопили у Фастівського лісгоспу Київської області 1044 га лісу, у тому числі й заказник  «Урочище Унава». Вони планували вирубати ліс, а територію продати під будівництво приватних котеджів. 25.08.2022 р.  за позовом Київського еколого-культурного центру відбулося чергове засідання Господарського суду Київської області проти рейдерів-«окупантів», які захопили 1044 га лісу та заказник «Урочище Унава». У незаконному захопленні лісів у Фастівського лісгоспу звинувачуються наступні юридичні та фізичні особи - ТОВ «Вег-Торг» з м.Одеса, ТОВ «Олграунд» з м. Вишневе Київської області, приватного нотаріуса А.В.Бобкова з м. Василькова та виконавчий Комітет Броварської міської ради. Приблизна вартість вкраденої у держави території за довоєнними цінами близько 50 млн. доларів. Для своєї афери рейдери-окупанти підробили рішення Фастівської райдержадміністрації, а також бланк Київського обласного управління Держгеокадастру. 